# NGC 6447
NGC 6447 је спирална галаксија у сазвежђу Херкул која се налази на NGC листи објеката дубоког неба.
Деклинација објекта је + 35° 34' 20" а ректасцензија 17h 46m 17,1s. Привидна величина (магнитуда) објекта NGC 6447 износи 12,9 а фотографска магнитуда 13,7. NGC 6447 је још познат и под ознакама UGC 10975, MCG 6-39-19, CGCG 199-19, KCPG 523B, IRAS 17445+3535, PGC 60829.